# Международна олимпиада по география
Международната олимпиада по география е ежегодно състезание за ученици на възраст от 16 до 19 години. Участници са най-добрите ученици по география във всяка държава и са избрани чрез национална олимпиада по география. Международната олимпиада се състои от 3 части: мултимедиен тест, тест с писмени отговори и теренна работа. Преди 2012, олимпиадата се провежда веднъж на 2 години, а от 2012 година насам – ежегодно.
Целите на олимпиадата са да:
- промотира географията;
- стимулира разбирането между младите хора;
- стимулира по-качествено обучение по география по целия свят.

На олимпиадата в Квебек през 2018 година участващите страни са 43 – Аржентина, Армения, Австралия, Беларус, Белгия, Босна и Херцеговина, Бразилия, България, Канада, Китай, Хонг Конг, Макао, Тайван, Хърватия, Кипър, Чехия, Дания, Естония, Финландия, Германия, Унгария, Индонезия, Япония, Казахстан, Латвия, Литва, Монголия, Нидерландия, Нова Зеландия, Нигерия, Филипини, Полша, Румъния, Русия, Сърбия, Сингапур, Словакия, Словения, Швейцария, Тайланд, Турция, Обединеното кралство и САЩ.
Държави, които са били само домакини или са участвали със собствени отбори в предишни издания, са: Азербайджан, Боливия, Франция, Индия, Израел, Мексико, Черна гора, Пакистан, Португалия, Саудитска Арабия, РЮА, Южна Корея и Тунис.

## История на олимпиадата
| №  | Година | Място на провеждане                                           | Абсолютен шампион - индивидуално | Най-добър национален отбор | Национален отбор – 2-ро място | Национален отбор – 3-то място | Отбори | Участници |
| -- | ------ | ------------------------------------------------------------- | -------------------------------- | -------------------------- | ----------------------------- | ----------------------------- | ------ | --------- |
| 1  | 1996   | Хага, Нидерландия                                             | Steven Pattheeuws                | Полша                      | Словения                      | Белгия                        | 5      | 15        |
| 2  | 1998   | Лисабон, Португалия                                           | Katarzyna Kwiecińska             | Полша                      | Словения                      | Белгия                        | 5      | 20        |
| 3  | 2000   | Сеул, Южна Корея                                              | Adam Biliński                    | Полша                      | Нидерландия                   | Южна Корея                    | 13     | 39        |
| 4  | 2002   | Дърбан, РЮА                                                   | Florin Olteanu                   | Румъния                    | Полша                         | Беларус                       | 12     | 48        |
| 5  | 2004   | Гдиня, Полша                                                  | Maciej Hermanowicz               | Полша                      | Естония                       | Румъния                       | 16     | 64        |
| 6  | 2006   | Брисбейн, Австралия                                           | Jacek Próchniak                  | Полша                      | Естония                       | Румъния                       | 23     | 92        |
| 7  | 2008   | Картаген, Тунис                                               | Ion Alexandru Barbu              | Румъния                    | Естония                       | Австралия                     | 24     | 96        |
| 8  | 2010   | Тайпе, Тайван                                                 | Ion Alexandru Barbu              | Сингапур                   | Австралия                     | Полша                         | 27     | 108       |
| 9  | 2012   | Кьолн, Германия                                               | Samuel Chua                      | Сингапур                   | Румъния                       | Полша                         | 31     | 124       |
| 10 | 2013   | Киото, Япония                                                 | Daniel Wong                      | Румъния                    | Хърватия                      | Сингапур                      | 32     | 128       |
| 11 | 2014   | Краков, Полша                                                 | James Mullen                     | Сингапур                   | Австралия                     | Румъния                       | 36     | 144       |
| 12 | 2015   | Твер, Русия                                                   | Chang-Chin Wang                  | Полша                      | Румъния                       | Тайван                        | 40     | 159       |
| 13 | 2016   | Пекин, Китай                                                  | Wuttipat Kiratipaisarl           | Австралия                  | Сингапур                      | Тайланд                       | 45     | 173       |
| 14 | 2017   | Белград, Сърбия                                               | Victor Vescu                     | Полша                      | Румъния                       | САЩ                           | 41     | 160       |
| 15 | 2018   | Квебек, Канада                                                | Alen Kospanov                    | Румъния                    | Сингапур                      | САЩ                           | 43     | 165       |
| 16 | 2019   | Хонконг, Китай                                                | Albert Zhang                     | Индонезия                  | САЩ                           | Обединено кралство            | 43     | 166       |
| -  | 2020   | Събитието е отложено за 2021 г. поради пандемията от COVID-19 | -                                | -                          | -                             | -                             | -      | -         |
| 17 | 2021   | Истанбул, Турция (онлайн)                                     | Rustam Bigildin                  | Русия                      | Сингапур                      | Япония                        | 46     | 180       |
| 18 | 2022   | Париж, Франция                                                | -                                | -                          | -                             | -                             | -      | -         |
| 19 | 2023   | Бандунг, Индонезия                                            | -                                | -                          | -                             | -                             | -      | -         |
| 20 | 2024   | Дъблин, Ирландия                                              | -                                | -                          | -                             | -                             | -      | -         |

## Участие на България в олимпиадата
България участва в олимпиадите, проведени през 2004, 2006, 2010, 2012, 2013, 2014, 2015, 2016, 2017, 2018, 2019 и 2021 г. Успехи за страната постигат:
- Теодор Костов, възпитаник на МГ „Д-р Петър Берон“ във Варна – златен медал от 2021 г.
- Павел Нанков, възпитаник на 1 АЕГ в София – сребърен медал от 2004 г.
- Дилян Пенев, възпитаник на МГ „Д-р Петър Берон“ във Варна – сребърен медал от 2019 г.
- Стефан Иванов, възпитаник на ППМГ „Акад. Никола Обрешков“ в Бургас – сребърен медал от 2019 г.
- Антонио Георгиев, възпитаник на ПМГ „Акад. С. П. Корольов“ в Благоевград – сребърен медал от 2021 г.
- Даниел Димитров, възпитаник на МГ „Д-р Петър Берон“ във Варна – сребърен медал от 2021 г.
- Васил Стоицев, възпитаник на МГ „Гео Милев“ в Плевен – бронзов медал от 2006 г.
- Недко Недков, възпитаник на НПМГ „Акад. Любомир Чакалов“ в София – бронзов медал от 2013 г.
- Апостол Савов, възпитаник на СОУ „Пейо Яворов“ в Плевен – бронзов медал от 2016 г.
- Велизар Бъчваров, възпитаник на ОМГ „Акад. Кирил Попов“ в Пловдив – бронзов медал от 2016 г.
- Атанас Иванов, възпитаник на НПМГ „Акад. Любомир Чакалов“ в София – бронзов медал от 2021 г.

За всички отбори, участвали досега на олимпиадата, можете да прочетете тук.